# Juan Antonio Jiménez Cobo
Juan Antonio Jiménez Cobo (n. 11 mai 1959, Castro del Río, Andaluzia, Spania) este un sportiv ce a reprezentat Spania, medaliat olimpic. A participat la 2 ediții ale Jocurilor Olimpice (2000, 2004) în care a câștigat o medalie de argint.